# Louxor (film)
Pour les articles homonymes, voir Luxor, Louxor et Louxor (homonymie).
Pour plus de détails, voir Fiche technique et Distribution.
Louxor (Luxor) est un film dramatique égyptien écrit et réalisé par Zeina Durra et sorti en 2020. 

## Fiche technique
- Titre original : Luxor
- Titre français : Louxor
- Réalisation : Zeina Durra
- Scénario : Zeina Durra
- Photographie : Zelmira Gainza
- Montage : Andrea Chignoli, Matyas Fekete
- Musique : Nascuy Linares
- Pays d'origine : Égypte, Royaume-Uni, Émirats arabes unis
- Langues originales : anglais, arabe
- Format : couleur
- Genre : dramatique
- Durée : 85 minutes
- Dates de sortie :
  - États-Unis : 27 janvier 2020 (Festival du film de Sundance)

### Production
Le film a été tourné du 11 mars au 6 avril 2019 à Louxor, en Égypte.

## Distribution
- Andrea Riseborough : Hana
- Janie Aziz : Angie
- Shahira Fahmy : Leila (uniquement créditée)
- Salima Ikram : Salina
- Michael Landes :
- Sherine Reda :
- Trude Reed : Sarah
- Indigo Rønlov : Indigo
- Karim Saleh :
- Ahmed Talaat :